# Liogramma
Liogramma is een kevergeslacht uit de familie van de boktorren (Cerambycidae). De wetenschappelijke naam van het geslacht werd voor het eerst geldig gepubliceerd in 1874 door Bates.

## Soorten
Liogramma is monotypisch en omvat slechts de volgende soort:
- Liogramma zelandica (Blanchard, 1853)